# تشارلي ماكاي
تشارلي ماكاي (بالإنجليزية: Charlie MacKay)‏ هو لاعب كرة قدم أسترالية وطبيب أسترالي، ولد في 3 مايو 1880 في Woods Point, Victoria ‏ في أستراليا، وتوفي في 26 أبريل 1953 في South Yarra ‏ في أستراليا.

## وصلات خارجية
- تشارلي ماكاي على موقع AustralianFootball.com (الإنجليزية)
- تشارلي ماكاي على موقع AFLtables.com (الإنجليزية)